# Sätra Brunn
Sätra Brunn is een plaats in de gemeente Sala in het landschap Västmanland en de provincie Västmanlands län in Zweden. De plaats heeft 325 inwoners (2005) en een oppervlakte van 70 hectare.
Het plaatsje ontleent zijn naam aan een bron (Sätra Brunn = 'de bron van Sätra'). Vanaf de 17e eeuw werd het water gebruikt voor een kuuroord. Tegenwoordig is rondom de bron een recreatiepark opgebouwd, met onder andere vakantiehuisjes, conferentiefaciliteiten en een zwembad.